# Krematorium

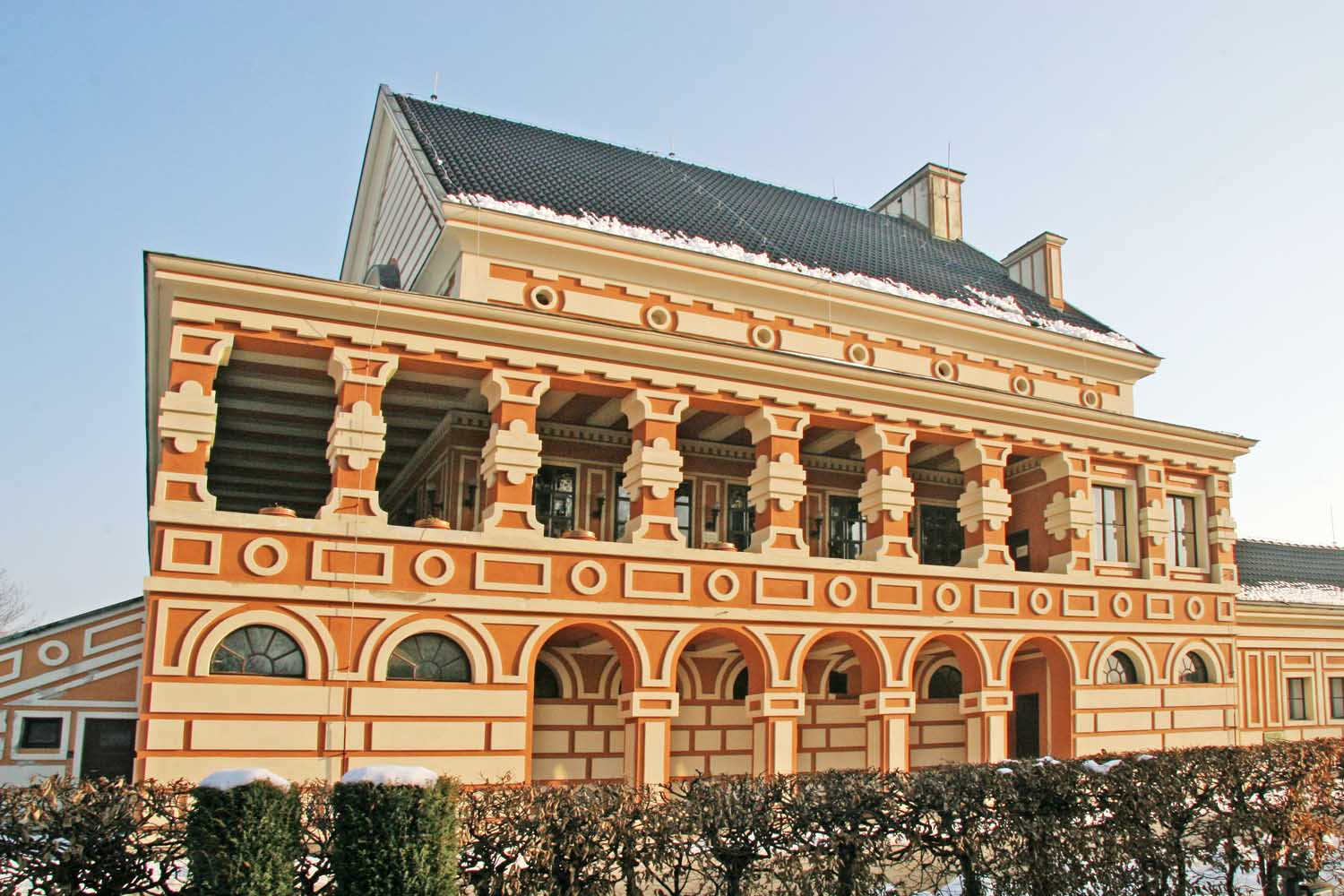
Krematorium v Pardubicích

Krematorium (z latinského cremare = spálit) je veřejné zařízení, v němž se v žárovištích provádí kremace neboli pohřeb žehem. Často se zde nachází také obřadní síň, sloužící k rozloučení pozůstalých se zemřelým.

## Historie krematorií
- 1874 vstoupil v platnost nový italský zdravotní zákon, který jako první v křesťanském světě povoluje zpopelňování zesnulých v krematoriích. Německý inženýr Friedrich Siemens postavil a vyzkoušel žároviště podobné současným kremačním pecím. [1]
- 1876 první novodobé krematorium vzniklo v italském Miláně
- 1885 vzniknul první kremační spolek na území v Rakousku-Uhersku Die Flamme („Plamen“)
- 1890 v tomto roce byla v Paříži zpopelněna jako první Češka Augusta Braunerová (1817–1890), matka malířky Zdenky Braunerové
- 1899 byla založena společnost propagující pohřeb žehem na území Česka Společnost pro spalování mrtvol
- 1909 byl založen spolek Krematorium
- 1914 krajanským sdružením v Chicagu (USA) bylo uvedeno do provozu První české národní krematorium v Chicagu
- 1917 v Liberci bylo německým spolkem dokončeno první krematorium v českých zemích, nesmělo však být uvedeno do provozu; zpopelňování bylo zahájeno okamžitě po vzniku republiky koncem října 1918
- 1919 1. dubna byl v Československu přijat zákon č. 180/1919 Sb., kterým byl legalizován pohřeb žehem
- 1921 vzniklo provizorní krematorium v Praze
- 1923 v Pardubicích bylo dokončeno první definitivní krematorium českojazyčné komunity (viz Pardubické krematorium); následovala krematoria v Mostě a Nymburce.

## Seznam krematorií v Česku
- Krematorium v Blatné (1974)
- Krematorium v Brně (1930)

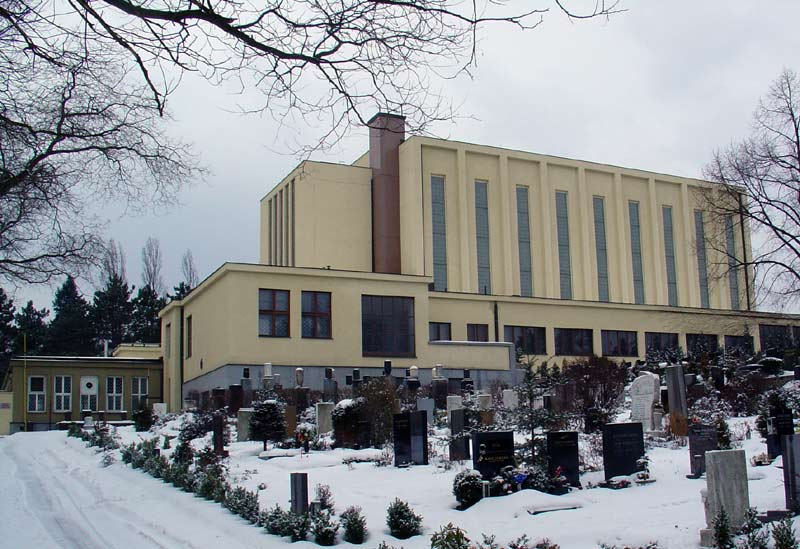
Krematorium Praha-Strašnice

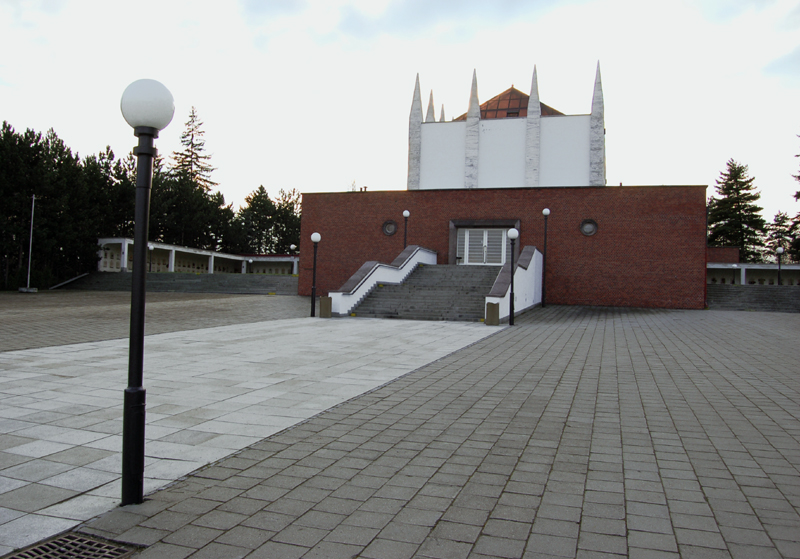
Krematorium v Brně na Ústředním hřbitově

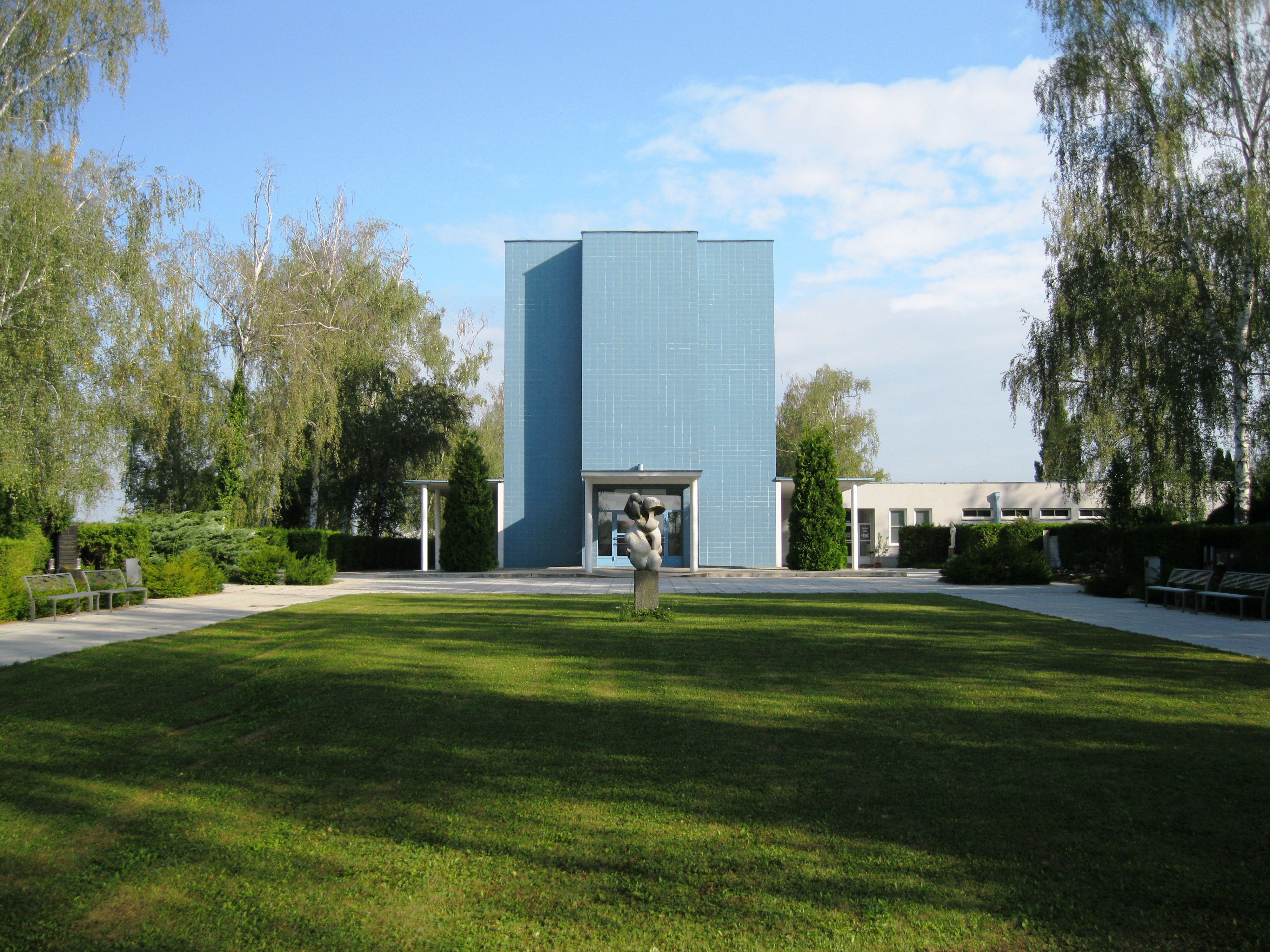
Krematorium v Olomouci - soubor hřbitovní architektury

- Krematorium v České Třebové (1970)
- Krematorium v Českých Budějovicích (1925, 1979)
- Krematorium v Hrušovanech u Chomutova (1995)
- Krematorium v Hustopečích u Brna (1997)
- Krematorium v Jaroměři (1994)
- Krematorium v Jihlavě (1976)
- Krematorium v Jindřichově Hradci
- Krematorium v Karlových Varech (1933)
- Krematorium v Kladně (1993)
- Krematorium v Klatovech (1985)
- Krematorium v Liberci (1919)
- Krematorium v Mělníce (1985)
- Krematorium v Mostě (1924, 1973)
- Krematorium v Novinách pod Ralskem (2021)[2]
- Krematorium v Nymburce (1924)
- Krematorium v Olomouci (1932)
- Krematorium ve Slezské Ostravě (1969)
- Krematorium v Pardubicích (1923)
- Krematorium v Plzni (1926)
- Krematorium Strašnice (Praha-Vinohrady, 1931)
- Krematorium Motol (Praha-Motol, 1954)
- Krematorium v Semilech (1937)
- Krematorium v Šumperku (1978)
- Krematorium v Táboře (1982)
- Krematorium v Ústí nad Labem (1932, 1987)
- Krematorium ve Zlíně (1978)

### Zrušená krematoria
- Krematorium v Moravské Ostravě (1925-1979)
- Krematorium Olšany (Praha-Olšanské hřbitovy, 1921-1932)

## Krematoria v umění
- Seriál Krematorium z produkce divadla Mír
- Film Spalovač mrtvol se z velké části odehrává v pardubickém rondokubistickém krematoriu architekta Janáka,[3] prvním krematoriu v oblasti s většinovým českým obyvatelstvem. (První krematorium v Českých zemích, vzniklo v převážně německém Liberci v roce 1917).[3] Předloha filmu, stejnojmenná novela Ladislava Fukse se odehrává v Praze.
- Část českého oscarového filmu Kolja se odehrává v krematoriu Strašnice.[4]
- Ve filmu Vesničko má středisková se Rudolf Hrušínský zmiňuje o krematoriu v Pelhřimově, přestože ve skutečnosti tam žádné není.[5]

## Netradiční ukládání popele zesnulých
Alternativní možností možností k uložení v kolumbáriu či k rozptylu je vsypání popele do tzv. Bio urny, která se po zakopání do země rozloží. Některé bio urny obsahují i sazenici stromu se zeminou.

## Koncentrační tábory
Krematoria byla také součástí výbavy nacistických koncentračních a vyhlazovacích táborů smrti. V někdejším Protektorátu Čechy a Morava se takovéto táborové krematorium nacházelo například v Terezíně, na konci druhé světové války i v Litoměřicích.

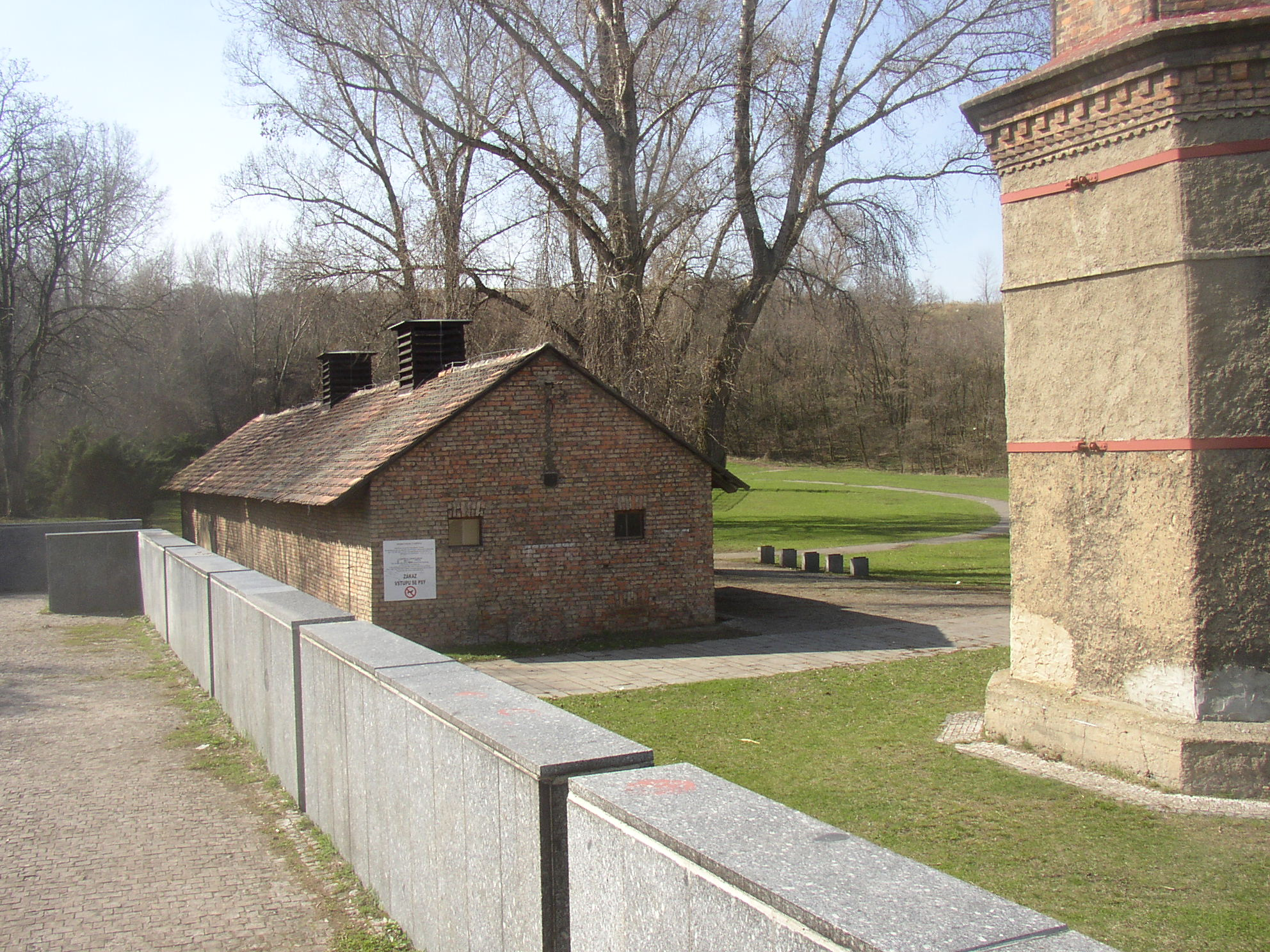
Nacistické krematorium v Litoměřicích
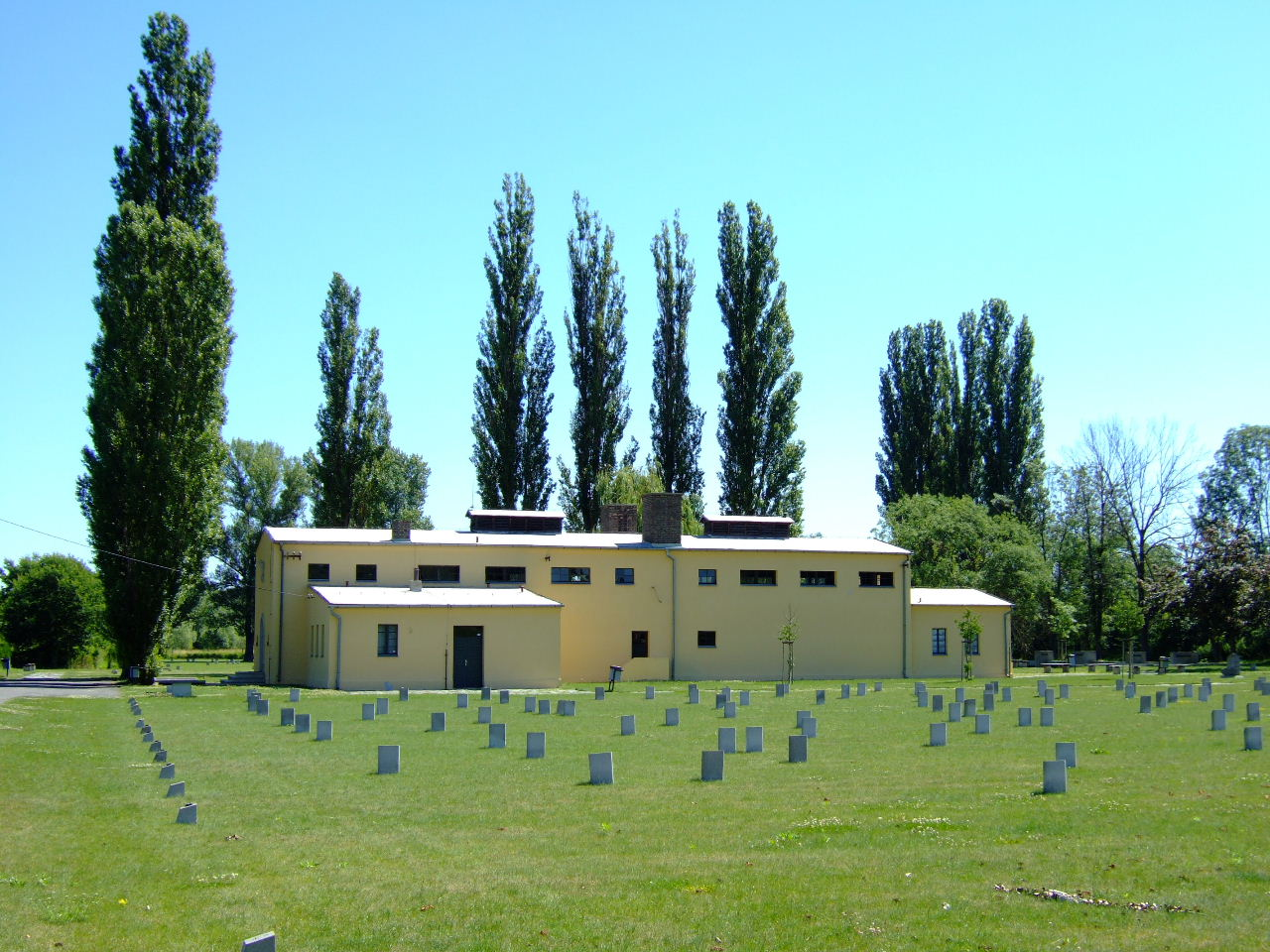
Nacistické krematorium v Terezíně

## Zvířecí krematorium

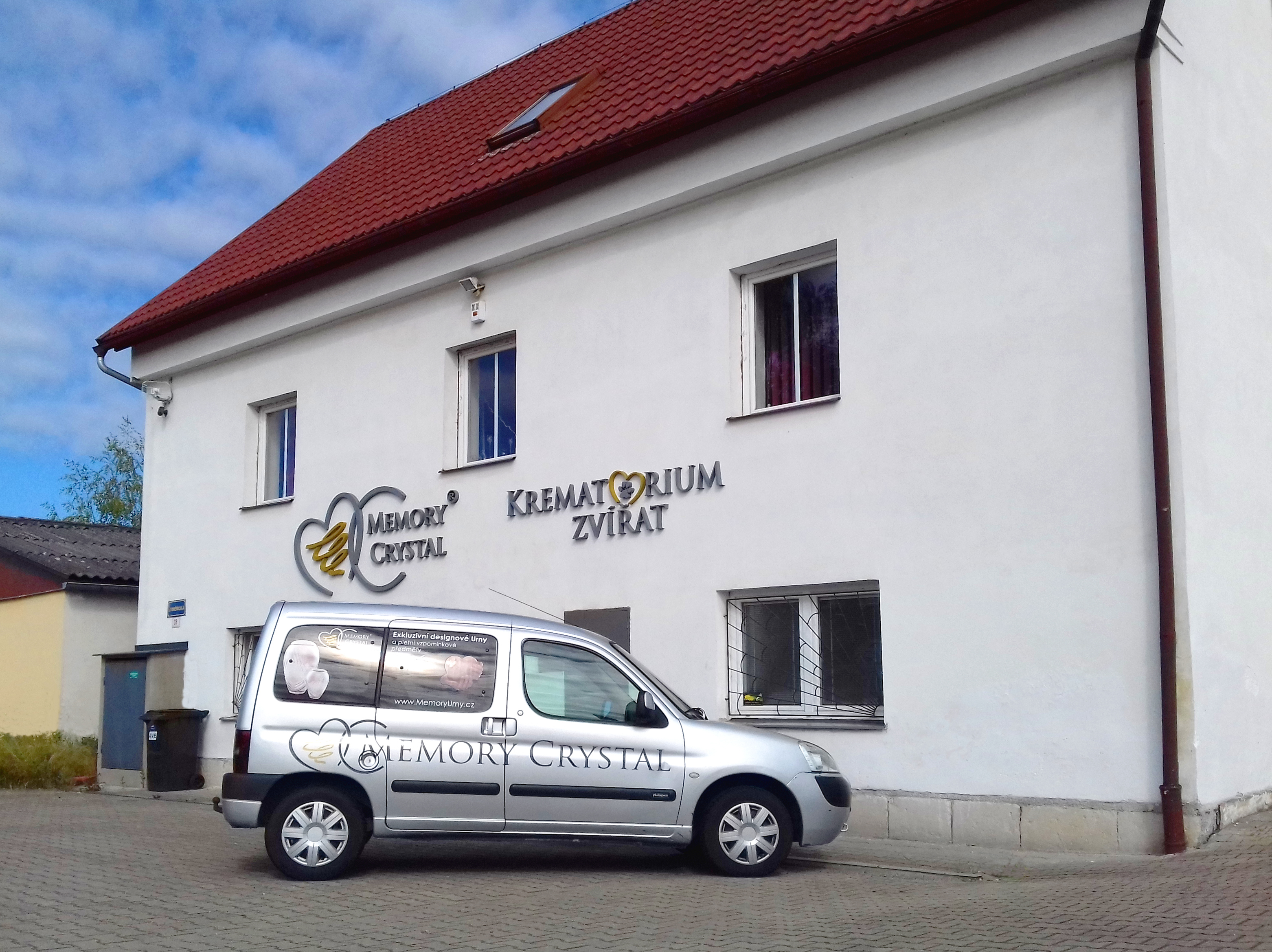
Budova Krematoria zvířat v České Lípě

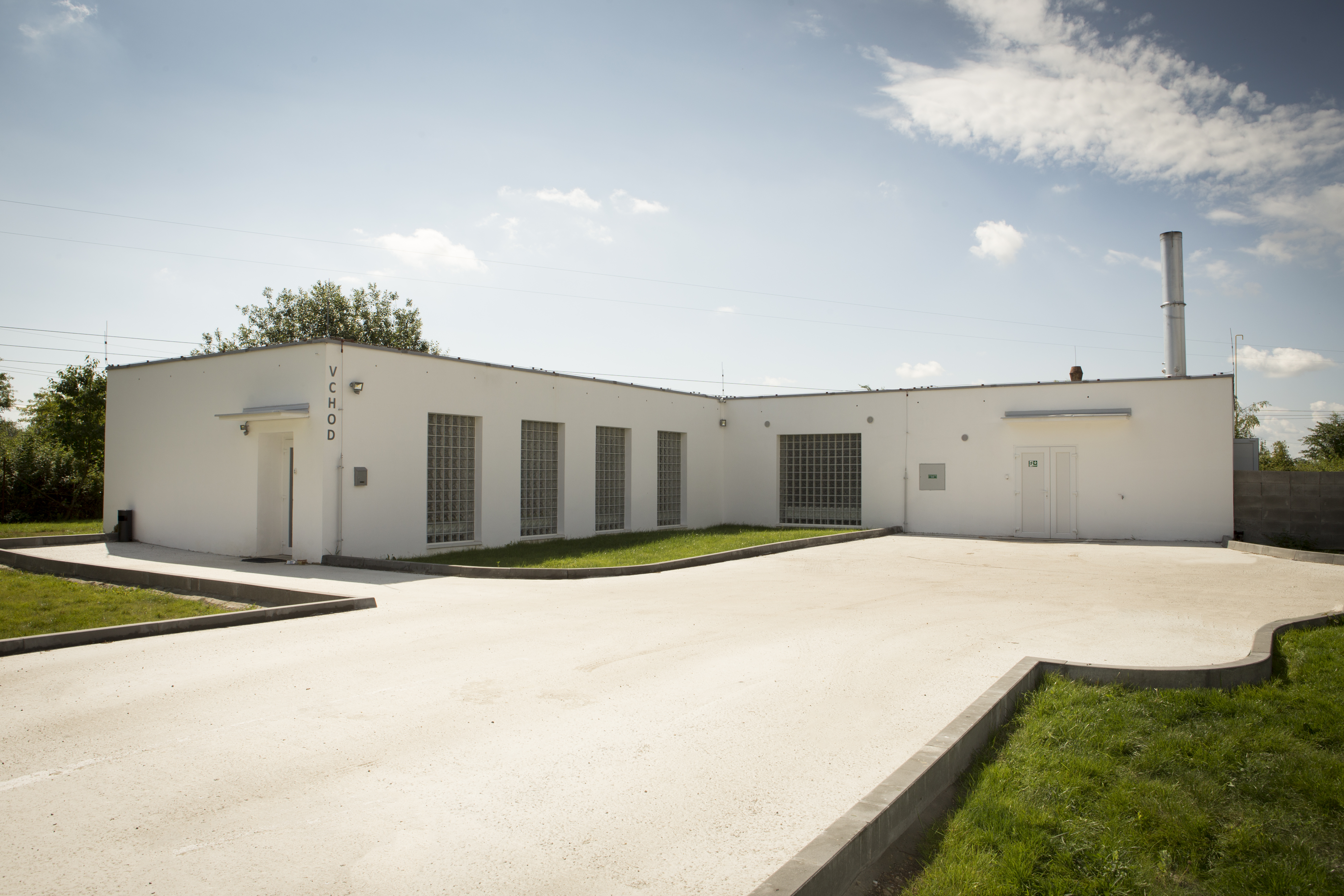
Budova Krematoria zvířat Praha

Zvířecí krematorium je místo, kde dochází ke zpopelnění ostatků zvířete.
Jednu z legálních variant, jak naložit s domácím zvířátkem po jeho smrti, představuje kremace. Ta probíhá v kremační peci, zpopelněním za vysoké teploty. Před termínem obřadu je zvíře uloženo v chladicím boxu. Většina kremačních pecí je dvoukomorová. V primární komoře se pálí tělo zvířete a v sekundární komoře se dopalují vzniklé zplodiny. Teplota sekundární komory je minimálně 850 stupňů a zničí se zde veškeré škodlivé látky i případný zápach. Po dokončení kremace se z pece vybere popel a po vychladnutí se zpracuje v zařízení zvaném kremulátor. Zde se popel rozmělní na jemný hebký prášek, který se následně vsype do vybrané zvířecí urny, zhotovené zpravidla z keramiky či z dalších materiálů, jako je kov, dřevo, sklo nebo mosaz. Zvířecí krematoria nabízejí svým klientům i památeční předměty (památeční sklo, památeční šperky, otisky tlapek atd.)
Nakládání s popelem nepodléhá Zákonu o pohřebnictví, jako je tomu u lidských ostatků, ale Veterinárnímu zákonu[zdroj⁠?!]. Lze tedy s popelem nakládat podle uvážení.
V České republice je funkčních několik krematorií zvířat. Nejstarší se nachází v Brně-Chrlicích a bylo založeno v roce 2003. Další krematorium je v Praze, České Lípě a dalších městech např.Olomouc a Ostrava  a krajích v celé ČR.